# Syngrapha lapponaris
Syngrapha lapponaris är en fjärilsart som beskrevs av Schulte 1952. Syngrapha lapponaris ingår i släktet Syngrapha och familjen nattflyn. Inga underarter finns listade i Catalogue of Life.